# Délai d'établissement du voisement

Une représentation graphique du DES des arrêts des occlusives voisées, non voisées et aspirées

En phonétique, le délai d’établissement du voisement, abrégé DES ou DÉS (en anglais voice onset time, abrégé VOT), est une caractéristique de la production des consonnes occlusives. Il s'agit de la durée qui s'écoule entre l'occlusion et le début du voisement (vibration des cordes vocales) ou, selon d'autres auteurs, la périodicité. D'après certains auteurs, le voisement peut commencer pendant la période d'occlusion, pour les consonnes occlusives voisées non aspirées sans voisement pendant la fermeture articulatoire : le DES prend une valeur négative.

## Histoire
La notion de délai d’établissement du voisement remonte au XIXe siècle, quand Adjarian (1899 : 119)  étudie les occlusives arméniennes, et les caractérise par « la relation qui existe entre deux moments : celui où la consonne éclate lorsque l'air sort de la bouche, ou explosion, et celle lorsque le larynx se met à vibrer. » Cependant, le concept ne se popularise que dans les années 1960, dans un contexte décrit par Lin et Wang (2011 : 514) : « À cette époque, il y avait un débat en cours sur l'attribut phonétique qui permettrait de distinguer efficacement les arrêts vocaux et sans voix. Par exemple, la voix, l'aspiration et la force articulatoire faisaient partie des attributs régulièrement étudiés. En anglais, le voisement peut séparer avec succès /b, d, ɡ/ de /p, t, k/ lorsque les occlusives sont aux positions médianes du mot, mais ce n'est pas toujours vrai pour les occlusives en position initiale. Les occlusives sonores en position initiale d'un mot  /b, d, ɡ/ ne sont que partiellement voisées, voire non voisées. » Le concept de DES est nommé voice onset time dans l'étude de Lisker et Abramson (1964).

## Types

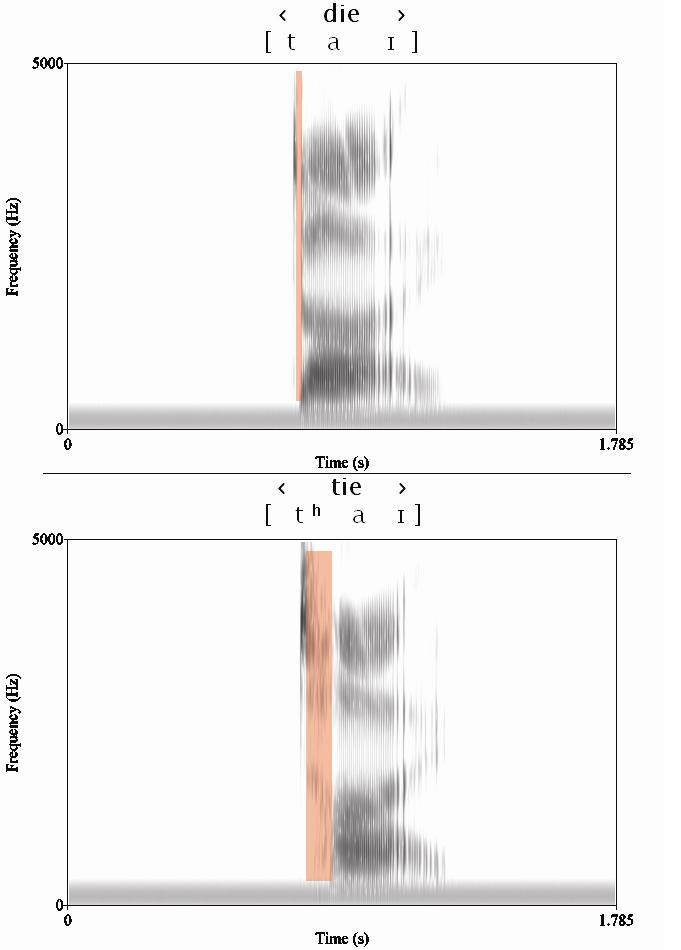
Spectrogrammes de délai d’établissement du voisement pour les termes anglais die et tie. L'écart sans voisement entre la libération et l'harmonisation est surligné en rouge. Ici le phonème a un DES de 95 ms, et a l'un des 25 m / s.

Trois grands types de phonation des occlusives peuvent être analysés en termes de délai d’établissement du voisement.
- Les consonnes occlusives sourdes non aspirées, parfois appelé « tenuis » en anglais, ont un DES presque nul, ce qui signifie que le voisement d'une suite sonante (comme une voyelle) commence presque lorsque l'arrêt est libéré. (Un décalage de 15 ms ou moins sur [t] et de 30 ms ou moins sur [k] est inaudible et ces voyelles comptent donc dans cette catégorie).
- Les consonnes occlusives aspirées d'une sonante ont un DES positif. La durée du DES dans de tels cas est une mesure pratique de l'aspiration : plus le DES est long, plus l'aspiration est forte. En navajo, par exemple, qui est fortement aspiré, l'aspiration (et donc le DES) dure deux fois plus longtemps qu'en anglais : 160ms contre 80ms pour [kʰ], et 45ms pour [k] . Certaines langues ont une aspiration plus faible que l'anglais. Pour les consonnes occlusives vélaires, la tenuis [k] a souvent un DES de 20 à 30 ms, faiblement aspiré [k] d'environ 50 à 60 ms, modérément aspiré [kʰ] moyenne de 80 à 90 ms, et tout ce qui dépasse 100 ms serait considéré forte aspiration. (Une autre phonation, la voix soufflée, est communément appelée aspiration voisée ; pour que la mesure DES s'y applique, le DES doit être compris comme le début de la voix modale. Une consonne aspirée ne sera pas toujours suivie d'un son voisé, auquel cas le DES ne peut pas être utilisé pour le mesurer. )
- Les consonnes occlusives sonores ont un temps d'apparition de la voix nettement inférieur à zéro, un « DES négatif », ce qui signifie que les cordes vocales commencent à vibrer avant que l'occlusive ne soit relâchée. Avec un « arrêt entièrement exprimé », le DES coïncide avec le début de l'arrêt ; avec un « arrêt partiellement exprimé », comme les [b, d, ɡ] anglais en position initiale, la voix commence quelque temps pendant la fermeture (occlusion) de la consonne.

Dans la mesure où ni l'aspiration ni le voisement ne sont absolus, avec des degrés intermédiaires des deux, les termes relatifs fortis et lenis, en anglais, sont souvent employés pour décrire une opposition binaire entre une série de consonnes avec un DES plus élevé (plus positif), défini comme fortis, et une deuxième série avec un DES inférieur (plus négatif), défini comme lenis . Ces notions diffèrent selon la langue.
Le contraste de voisement s'applique à tous les types de consonnes, mais l'aspiration n'est, en général, qu'une caractéristique des occlusives et des affriquées.

## Transcription
En API, l'aspiration peut être transcrite ‹ ◌ʰ › et l'aspiration longue (forte) ‹ ◌ʰʰ ›. Le voisement est le plus souvent indiqué par le choix de la lettre correspondant à la consonne. Le système de Laver (1994)  distingue un voisement, ou dévoisement partiel (‹ ˳ba › et ‹ ab˳ ›) et total (‹ b̥a › et ‹ ab̥ ›).